# جون دبليو. سامرز
جون دبليو. سامرز هو سياسي أمريكي، ولد في 29 أبريل 1870 في إنديانا في الولايات المتحدة، وتوفي في 25 سبتمبر 1937 في والا والا في الولايات المتحدة. نشط حزبياً في الحزب الجمهوري. وقد انتخب عضو مجلس نواب واشنطن ‏ وانتخب عضو مجلس النواب الأمريكي ‏.